# Abdul Ghani Baradar
Mulá Abdul Ghani Baradar —en pastún: عبدالغنی برادر‎— (Deh Ravod, Uruzgán, 1968), también llamado Mulá Baradar Akhund o mulá Hermano, es cofundador del movimiento talibán en Afganistán y actual líder talibán afgano.

## Biografía
Baradar nació alrededor de 1968 en la aldea de Yatimak del distrito de Deh Rawood en la provincia de Uruzgán, en el extinto Reino de Afganistán. Se conoció con Mohammad Omar, fundador de los talibanes, cuando era adolescente. Estrecho amigo de Omar, se desempeñó como Viceministro de Defensa durante el Emirato Islámico de 1996.
Debido a que el lugarteniente del mulá Omar y líder de la Quetta Shura fue capturado, Baradar se vio en gran medida como líder de facto de los talibanes a partir de 2009. Fue capturado por Estados Unidos y las fuerzas pakistaníes en Pakistán el 8 de febrero de 2010, en una redada.
En octubre de 2018 el Gobierno afgano anunció su liberación dentro del plan para facilitar el «proceso de paz» iniciado por el gobierno con el apoyo de Estados Unidos y otros países.
Baradar fue nombrado adjunto del líder supremo de los talibanes y del jefe de la oficina política de los talibanes en Doha, Catar, en enero de 2019, unos tres meses después de que Pakistán lo liberara. En febrero de 2020, Baradar firmó el Acuerdo de Doha sobre la retirada de las fuerzas estadounidenses de Afganistán en nombre de los talibanes.
Tras la caída de la República Islámica, en agosto de 2021, se rumoreó que se convertiría en presidente de Afganistán tras el derrocamiento del gobierno de Ashraf Ghani por los talibanes. El 23 de agosto de 2021, el director de la Agencia Central de Inteligencia, William Joseph Burns, mantuvo una reunión secreta con Baradar en Kabul para discutir la fecha límite del 31 de agosto para una retirada militar estadounidense de Afganistán.
El 7 de septiembre de 2021 fue designado como primer vice primer ministro de Afganistán. 
El 14 de septiembre de 2021 se rumoreó que había sido herido o asesinado en un tiroteo en el Parlamento. Presuntamente, Baradar había sido atacado a golpes por el ministro de Refugiados, Khalil Haqqani, hermano del fundador de la Red Haqqani, Jalaluddin Haqqani. Tras el enfrentamiento, los guardaespaldas de Baradar respondieron abriendo fuego contra los escoltas de Haqqani, resultando en varios muertos y heridos. Aunque después negó los rumores de su muerte y de divisiones al interior del Gobierno Talibán, se considera que fue marginado del Gobierno tras el incidente.
El 15 de septiembre de 2021 fue incluido en la lista de las 100 personas más influyentes del año de la Revista Time.